# Antony Armstrong-Jones
Antony Charles Robert Armstrong-Jones (London, 1930. március 7. – London, 2017. január 13.) brit fényképész, filmkészítő, Margit hercegnőnek, II. Erzsébet brit királynő húgának férje, Snowdon 1. grófja.

## Élete
1930-ban született a londoni Belgravia birtokon, édesapja Ronald Armstrong-Jones ügyvéd, édesanyja Anne Messel. Antony Armstrong-Jones szülei hamar elváltak, mindössze ötéves volt. Iskolásként gyermekbénulás betegsége volt. Először a Sandroyd iskolán, majd az Eton főiskolán végezte tanulmányait, ökölvívással is próbálkozott. Ezután Cambridge-i Egyetemen tanult építészetet, ám vizsgáit nem tudta letenni.
Armstrong-Jones az egyetem után megkezdte fotóskarrierjét, az 1970-es évekre Nagy-Britannia egyik leghíresebb fotósává vált. Az 1960-as évek elején a The Sunday Times magazin tanácsadója lett. Több mint száz fotója a londoni National Portrait Gallery gyűjteményében található. 1968-ban készült az első dokumentumfilmje, amellyel hét díjat is nyert.
Snowdon 1. grófja 1980-ban elindította a fogyatékkal élő diákok támogatási rendszerét, amellyel a fogyatékos gyermekek támogatást és ösztöndíjat nyertek el.
Armstrong-Jones 2017-es halálával fia, David Armstrong-Jones lett Snowdon 2. grófja.

### Házasságai
Armstrong-Jones 1960. május 6-án házasodott össze II. Erzsébet brit királynő húgával, Margit hercegnővel. Házasságkötése után a királynőtől megkapta a Snowdon grófja címet. A párnak két gyermeke született:
- David Armstrong-Jones, Snowdon 2. grófja (1961)
- Sarah Armstrong-Jones (1964)

Házasságuk 1978-ban válással végződött. A válás évében december 15-én feleségül vette Lucy Laindsay-Hoggot. A második házassága is válással fejeződött be 2000-ben.

## Filmjei
- Don't Count the Candles (dokumentumfilmsorozat-epizód, rendező, 1968)
- Love of a kind (1969)
- Born to be small (1971)
- Happy being happy (1973)